# مركز ووكهسونغ الثقافي والرياضي
مركز ووكهسونغ الثقافى والرياضى في بكين شيد خصيصا لأجل أولمبياد بكين 2008 وبدأت أعمال إنشائه سنة 2005و فتح للجمهور سنة 2008 تبلغ مساحة العمران 350 ألف متر مربع بينما تبلغ مساحة ستاد المركز 63000 متر مربع بطاقة استيعابية تصل إلى 18 ألف مقعد ويحتوي المركز إضافة للإستاد ملعب ووكهسونغ لكرة البايسبول المؤقت.